# Roman Reigns
Leati Joseph "Joe" Anoaʻi (sinh ngày 25 tháng 5 năm 1985) là một đô vật chuyên nghiệp và cựu cầu thủ bóng bầu dục người Mỹ. Anoaʻi hiện đang ký hợp đồng với WWE, nơi anh biểu diễn trên thương hiệu SmackDown với tên Roman Reigns. Anh là thủ lĩnh của nhóm The Bloodline (OG Bloodline). Anh cũng là cựu vô địch Undisputed WWE Championship, thời gian giữ đai của Roman là 1,316 ngày và là người giữ đai vô địch thế giới dài thứ tư trong lịch sử WWE và cũng là mốc thời gian giữ đai dài nhất kể từ năm 1988. Anh được nhiều người coi là một trong những đô vật chuyên nghiệp giỏi nhất hiện đang còn hoạt động. Anh là thành viên của gia đình Anoaʻi (gồm bố anh Sika, anh trai Rosey, chú Afa, các anh em họ Jey Usos, Jimmy Usos, Rikishi, The Tonga Kid, sau nữa là Yokozuna và Umaga). Được đánh giá cao bởi những nhân vật lâu năm trong ngành, vai xấu của anh được coi là một trong những nhân vật vĩ đại nhất của bộ môn đấu vật chuyên nghiệp.
Anoaʻi ban đầu là cầu thủ bóng bầu dục Mỹ chuyên nghiệp, đã chơi môn thể thao này từ thời trung học. Anh chỉ chơi một thời gian ngắn ngoài mùa giải cho đội Minnesota Vikings và Jacksonville Jaguars thuộc National Football League (NFL) vào năm 2007. Anoaʻi sau đó đầu quân cho đội Edmonton Eskimos thuộc Canadian Football League (CFL) năm 2008, chơi một mùa giải trước khi giã từ bóng bầu dục. Anoaʻi sau đó quyết định theo đuổi bộ môn đấu vật chuyên nghiệp và ký hợp đồng với WWE năm 2010, thi đấu cho thương hiệu đang phát triển Florida Championship Wrestling (FCW) và sau đó là NXT. Reigns lên dàn sao sách chính vào năm 2012 cùng với Seth Rollins và Dean Ambrose, cả 3 lập ra nhóm The Shield. Bộ ba cùng nhau thi đấu cho đến tháng 6 năm 2014, sau đó thì Reigns quay trở lại đấu đơn.
Reigns sáu lần vô địch thế giới WWE, bốn lần giành WWE World Heavyweight Championship và hai lần vô địch đai WWE Universal Championship. Năm 2022, anh trở thành đương kim vô địch Universal lâu nhất với 588+ ngày, trở thành nhà vô địch giữ đai lâu thứ sáu trong lịch sử công ty. Anh cũng là cựu WWE Intercontinental Champion và cựu WWE Tag Team Champion với Seth Rollins, đoạt được giải Slammy Award siêu sao của năm vào năm 2014 và là người chiến thắng trận Royal Rumble năm 2015. Anh cũng lập kỷ lục loại nhiều đấu thủ nhất trong trận đấu loại Survivor Series khi anh loại bốn đối thủ trong trận đấu năm 2013, và cũng từng giữ kỷ lục loại nhiều đối thủ nhất trong trận Royal Rumble khi anh loại 12 đối thủ trong trận đấu năm 2014. Sau khi vô địch đai International, anh trở thành nhà vô địch Triple Crown thứ 28 và nhà vô địch Grand Slam thứ 17. Anh đã quảng cáo rầm rộ nhiều sự kiện pay-per-view cho WWE, bao gồm 6 lần tham gia sự kiện hàng đầu WWE là WrestleMania (gồm WrestleMania 31, 32, 33, 34, 37, và 38). Ngoài ra, Reigns còn được Pro Wrestling Illustrated bình chọn là đô vật số 1 trong top 500 đô vật đơn năm 2016 theo PWI 500.
Kể từ năm 2014, WWE cố biến Reigns thành "bộ mặt của công ty" nhưng đã gặp không ít sự phản đối từ khán giả và các nhà phê bình. Tuy nhiên, vào tháng 8 năm 2020, Reigns trở thành một nhân vật phản diện mới, "The Tribal Chief", nhân vật này thường được người hâm mộ và các nhà phê bình đánh giá cao. Nhân vật này cũng đem lại cho anh giải Best Gimmick bởi Wrestling Observer Newsletter năm 2021.

## Đầu đời
Leati Joseph Anoaʻi sinh ngày 25 tháng 5 năm 1985 tại Pensacola, Florida. Anh mang một nửa dòng máu Samoa và một nửa dòng máu Italia. Cả cha của anh là Sika Anoaʻi lẫn anh trai anh — Rosey (1970–2017), đều là đô vật chuyên nghiệp. Là thành viên của gia đình Anoaʻi, anh là anh em họ với các cựu đô vật chuyên nghiệp Yokozuna (1966–2000), Rikishi, Umaga (1973–2009), The Tonga Kid, The Usos và The Rock (không cùng huyết thống). Anoaʻi theo học tại Trường Trung học Công giáo Pensacola và Trường Trung học Escambia, rồi theo học chuyên ngành quản lý tại Học viện Công nghệ Georgia.

## Sự nghiệp bóng bầu dục
Anoaʻi chơi bóng bầu dục trong suốt thời trung học, ba năm tại Pensacola Catholic High School và một năm tại Escambia High School. Trong thời gian này, anh được gọi là Cầu thủ Phòng ngự của năm bởi Pensacola News Journal. Sau đó anh tham gia vào Georgia Institute of Technology, nơi anh là một thành viên của đội Georgia Tech Yellow Jackets football. Anh có ba năm xuất phát bắt đầu từ năm thứ hai của mình và là đội trưởng của đội, và năm 2006 anh được gọi là All-Atlantic Coast Conference của đội một khi ở năm thứ tư. Anh đã thực hiện hai mươi chín cú tackles cho thất bại, bao gồm hai mươi lần thắng, thành tích tốt nhất thứ mười ba trong lịch sử của Georgia Tech.

## Sự nghiệp đấu vật chuyên nghiệp

### World Wrestling Entertainmment/WWE

#### Florida Championship Wrestling (2010–2012)
Anoaʻi ký hợp đồng với WWE vào năm 2010 và sau đó thi đấu cho thương hiệu đang phát triển Florida Championship Wrestling (FCW) của họ. Anh ra mắt trên truyền hình vào ngày 19 tháng 8 năm 2010, thi đấu với tên Roman Leakee, trong trận 15-man battle royal, Alex Riley là người thắng trận đấu. Trong FCW ngày 16 tháng 1 năm 2011, Leakee tham gia trận Grand Royal 30 người, nhưng đã bị loại. Sau đó vào năm 2011, Leakee đấu đồng đội cùng Donny Marlow và bộ đôi không thành công thách đấu Calvin Raines và Big E Langston cho đai FCW Florida Tag Team Championship vào ngày 8 tháng 7.
Tháng 1 năm 2012, Leakee pinned nhà vô địch hạng nặng FCW Leo Kruger trong một trận đấu không tranh đai. Trong FCW ngày 5 tháng 2, anh đánh bại Dean Ambrose và Seth Rollins tại triple threat match để trở thành đối thủ số một tranh đai FCW Florida Heavyweight Championship. Anh đã thua trận đấu trước đương kim vô địch Kruger tuần sau và không thể giành đai. Leakee sau đó giành FCW Florida Tag Team Championship với Mike Dalton và sau đó thua mất đai vào tay CJ Parker và Jason Jordan.
Sau khi WWE đổi tên FCW thành NXT vào tháng 8 năm 2012, Anoaʻi, với tên võ đài mới là Roman Reigns và là nhân vật phản diện, có màn ra mắt NXT ngày 31 tháng 10 năm 2012, đánh bại CJ Parker.

#### The Shield (2012–2014)

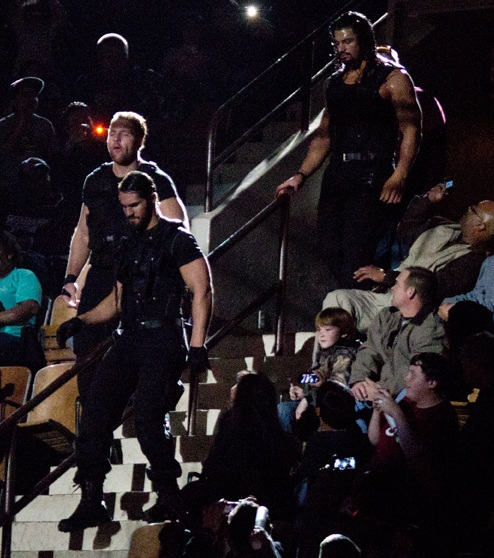
Reigns (đứng trên cùng) ra mắt WWE như thành viên The Shield vào tháng 11 năm 2012.

Reigns xuất hiện lần đầu trên dàn sao chính vào ngày 18 tháng 11 năm 2012 tại sự kiện pay-per-view Survivor Series cùng Dean Ambrose và Seth Rollins, tấn công Ryback trong trận sự kiện chính ba người tranh đai WWE Championship, giúp CM Punk giữ lại đai, trở thành hell. Bộ ba tuyên bố mình là "The Shield", thề sẽ chống lại "sự bất công", đồng thời từ chối làm việc cho Punk dù họ thường xuyên xuất hiện từ đám đông và tấn công các đối thủ của Punk, gồm Ryback và WWE Tag Team Championship Team Hell No (Daniel Bryan và Kane). Điều này dẫn đến trận đấu six-man tag team Tables, Ladders & Chairs tại TLC: Tables, Ladders & Chairs vào ngày 16 tháng 12, mà Reigns, Ambrose và Rollins đánh bại Team Hell No và Ryback trong trận đầu tiên của họ. The Shield tiếp tục hỗ trợ Punk vào tháng 1 năm 2013, tấn công cả Ryback và The Rock. Raw ngày 28 tháng 1, có thông tin cho rằng Punk và người quản lý của mình là Paul Heyman đã trả tiền cho The Shield và Brad Maddox để làm việc cho họ.
The Shield sau đó kết thúc mối quan hệ với Punk, khi họ chuyển sang thù John Cena, Ryback và Sheamus. Điều này dẫn đến trận six-man tag team vào ngày 17 tháng 2 tại Elimination Chamber, mà The Shield thắng. The Shield sau đó ra mắt WrestleMania, đánh bại Sheamus, Randy Orton và Big Show tại WrestleMania 29 vào tháng 4. Sau đó, The Shield cố tấn công The Undertaker, nhưng bị Team Hell No ngăn cản, dẫn đến trận six-man tag team trong Raw ngày 22 tháng 4, mà The Shield thắng. Trong Raw ngày 13 tháng 5, chuỗi bất bại trong các trận six-man tag team của The Shield trên truyền thông, đã chấm dứt do truất quyền thi đấu trong trận loại trực tiếp với Cena, Kane và Bryan.

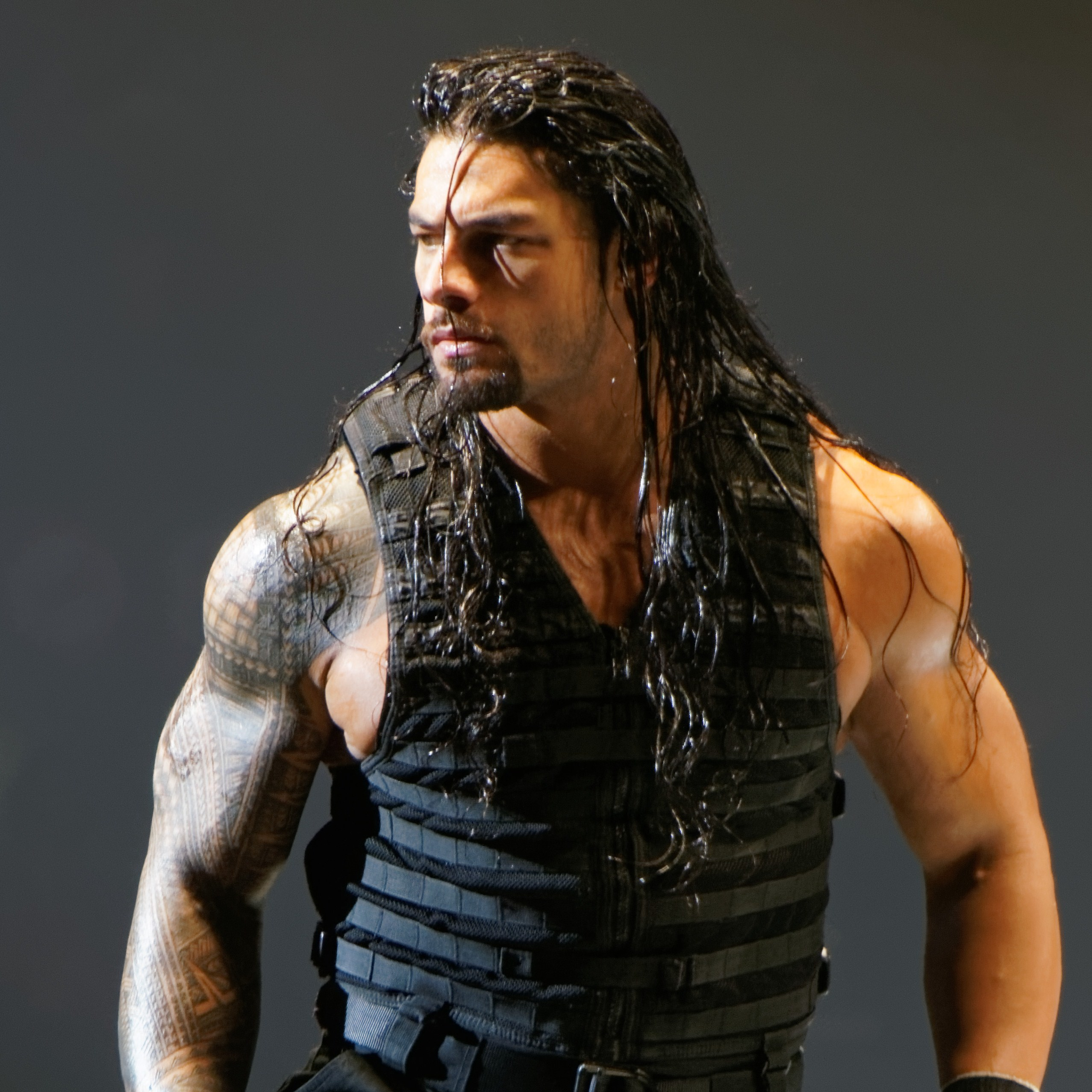
Reigns vào tháng 11 năm 2013.

Tại Extreme Rules ngày 19 tháng 5, Reigns và Rollins đánh bại Team Hell No trong trận tornado tag team để giành đai WWE Tag Team. SmackDown ngày 14 tháng 6, The Shield có trận thua chính thức đầu tiên trong các trận six-man tag team, trước Team Hell No và Randy Orton, khi Orton pin Rollins. Reigns và Rollins đánh bại Bryan và Orton tại Payback để giành lại đai WWE Tag Team. Họ vẫn bảo toàn đai trước The Usos (Jimmy và Jey), The Prime Time Players (Darren Young và Titus O'Neil) tại Night of Champions.
Vào tháng 8 năm 2013, The Shield bắt đầu làm việc cho giám đốc điều hành Triple H và The Authority. Điều này khiến họ có mối thù với Cody Rhodes và Goldust. Tại Battleground vào ngày 6 tháng 10, Reigns và Rollins bị Cody Rhodes và Goldust đánh bại trong trận đấu không tranh đai. Reigns và Rollins sau đó mất đai vào tay Rhodes và Goldust trong trận đấu không áp dụng luật phạm quy trong Rawngày 14 tháng 10, nhờ sự can thiệp từ Big Show. Tại Hell in a Cell ngày 27 tháng 10, Reigns và Rollins thất bại trong trận tái đấu tranh đai. Tại Survivor Series, The Shield hợp tác với Antonio Cesaro và Jack Swagger đấu với Rey Mysterio, The Usos, Cody Rhodes và Goldust trong trận đấu cùng tên sự kiện; Reigns giành chiến thắng cho đội mình. Tại TLC: Tables, Ladders & Chairs vào ngày 15 tháng 12, The Shield thất bại trước CM Punk trong trận 3-on-1 handicap match, sau khi Reigns vô tình spears vào Ambrose. Tại Royal Rumble ngày 26 tháng 1 năm 2014, Reigns tham gia trận đấu cùng tên, xuất phát ở vị trí 15 và loại thành công 12 đối thủ trong trận đấu, kỷ lục này đã bị phá bởi Braun Strowman vào năm 2018. Reigns về nhì khi bị người trụ lại cuối cùng, Batista loại. Rawđêm tiếp theo, The Shield đấu trận six-man tag team với Daniel Bryan, Sheamus và Cena, với cả ba thành viên đội đều đủ điều kiện tham gia trận Elimination Chamber tranh đai WWE World Heavyweight Championship, mà The Shield đã thua theo luật phạm quy do The Wyatt Family tấn công Cena, Bryan và Sheamus. Một trận six-man tag team giữa The Shield và The Wyatt Family diễn ra tại Elimination Chamber vào ngày 24 tháng 2, mà The Shield đã thua do Ambrose bỏ đi giữa trận đấu.

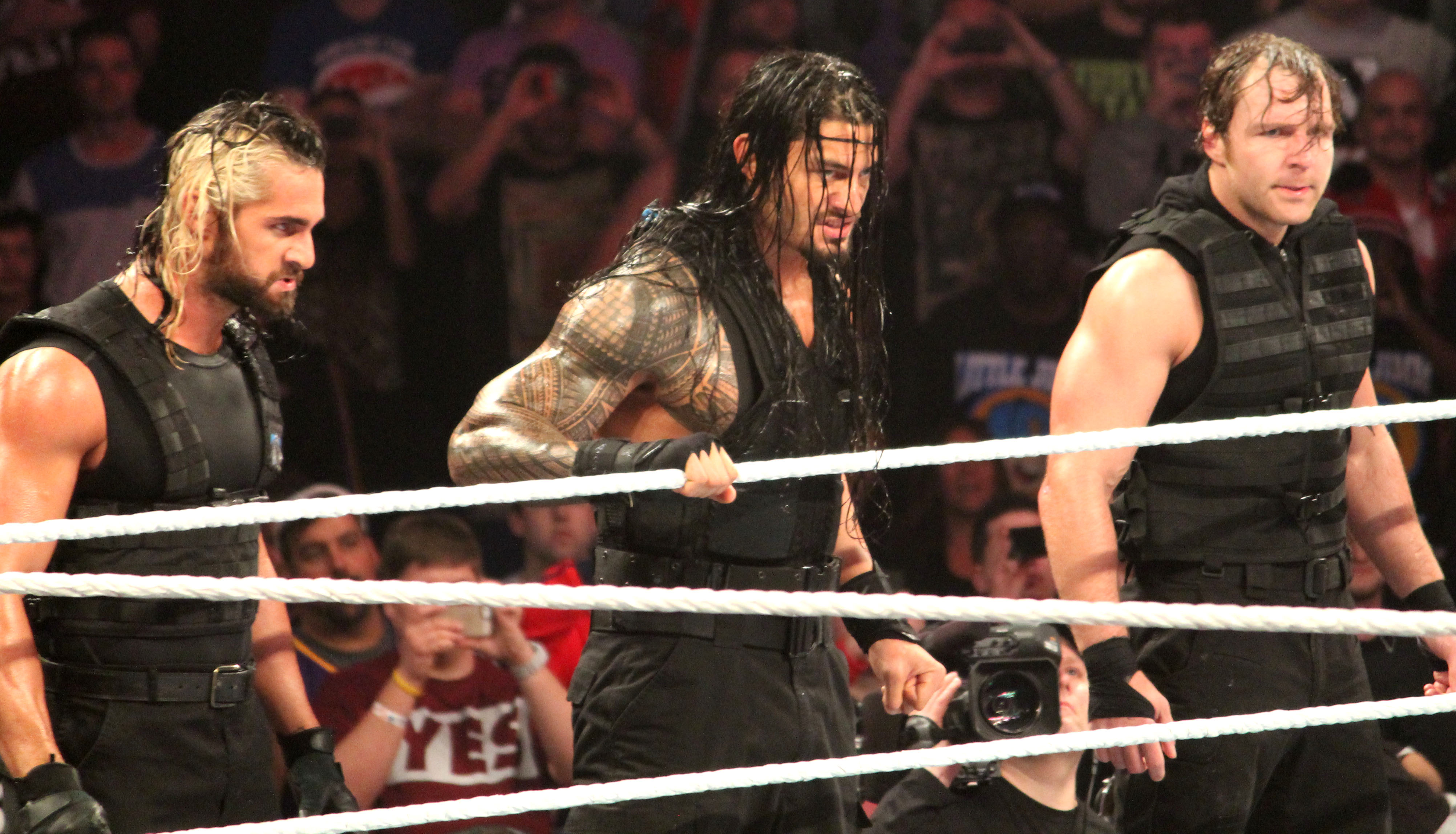
The Shield vào tháng 4 năm 2014.

Vào tháng 3, The Shield định tấn công Jerry Lawler, nhưng cuối cùng lại tấn công Kane, khiến bộ ba đối mặt nhau trong giai đoạn này. Điều này dẫn đến trận đấu giữa The Shield với The New Age Outlaws (Billy Gunn và Road Dogg), và The Shield thắng. Mối thù với Kane cũng khiến The Shield cắt đứt quan hệ với Triple H, người cải tổ lại Evolution để chống lại họ. The Shield sau đó đánh bại Evolution hai lần tại Extreme Rules tháng 5 và Payback tháng 6. Raw sau Payback, Rollins phản bội nhóm và hợp tác với Triple H và The Authority.

#### Gây tranh cãi khi trở thành bộ mặt công ty (2014–2015)

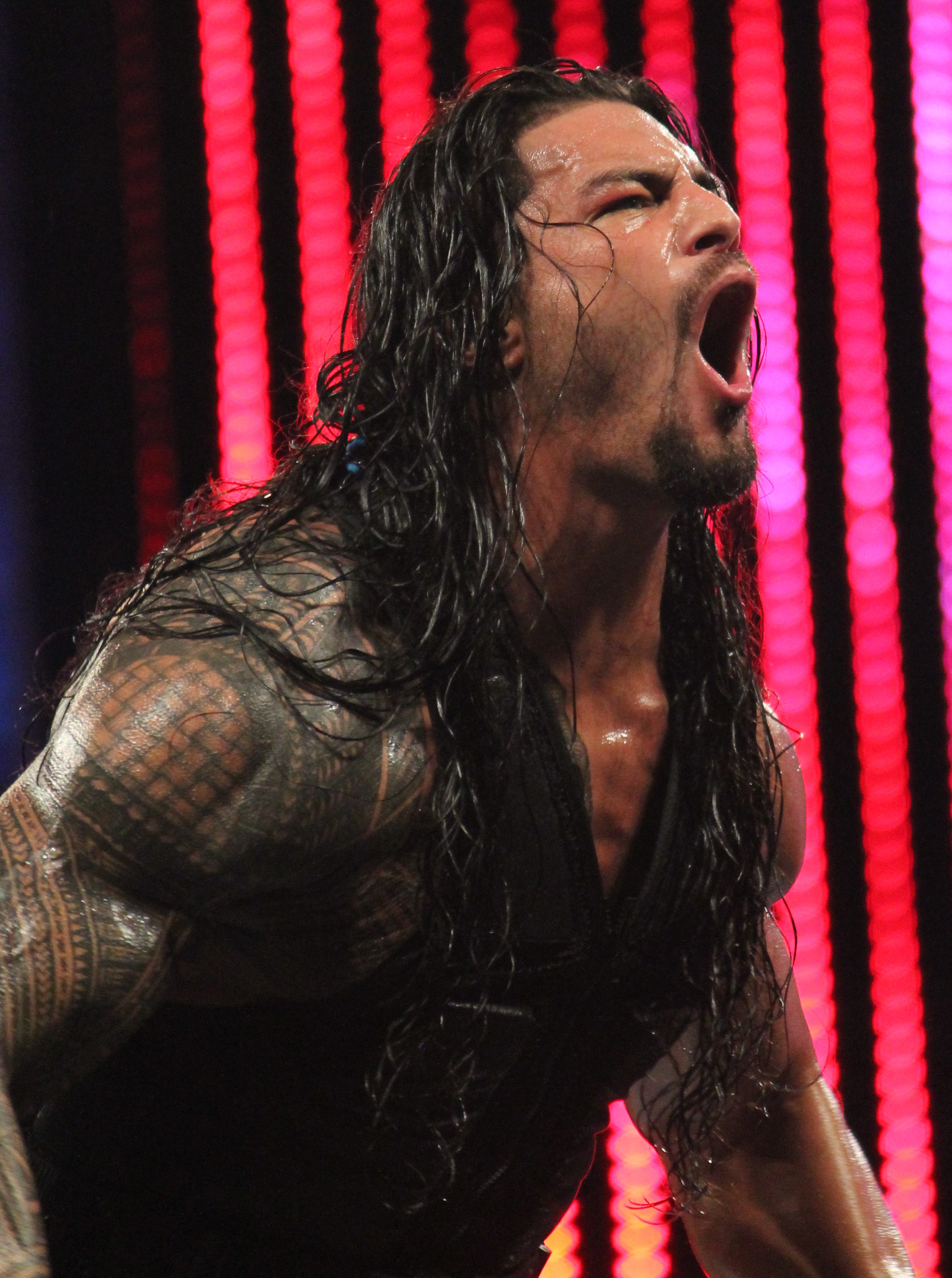
Reigns vào tháng 4 năm 2014.

Sau sự phản bội của Rollins, Reigns tiếp tục hợp tác với Ambrose trong thời gian ngắn, trước khi hoàn toàn đấu đơn và nhanh chóng tham gia cuộc tranh giành chức vô địch thế giới. Sau khi thắng trận royal rumble, Reigns tham gia trận thang thép tranh đai WWE World Heavyweight Championship đang bỏ trống tại Money in the Bank, nhưng John Cena mới là người thắng trận đấu. Sự kiện chính pay-per-view liên tiếp thứ hai của anh là tại Battleground vào tháng 7, nơi Reigns một lần nữa tranh đai, lần này là trận fatal-four-way với Cena, Kane và Randy Orton, mà Orton thắng. Sau đó, anh thù với Orton, đỉnh điểm là trận đấu tại SummerSlam vào tháng 8, mà Reigns thắng.
Tháng sau, một trận đấu đơn giữa Reigns và Rollins dự kiến diễn ra tại Night of Champions vào ngày 21 tháng 9, nhưng Reigns bắt đầu bị thoái vị hợp pháp, và cần phải phẫu thuật trước sự kiện này. Do Reigns không thể thi đấu, Rollins được coi là người chiến thắng thông qua luật phạm quy. Reigns trở lại Rawngày 8 tháng 12, nhận giải Slammy Awards cho "Siêu sao của năm". Tại TLC: Tables, Ladders & Chairs ngày 14 tháng 12, Reigns can thiệp vào trận đấu giữa Rollins với John Cena, tấn công Rollins và Big Show. Điều này dẫn đến mối thù giữa anh và Big Show, và anh chủ yếu thắng bằng luật phạm quy hoặc đếm countout.
Reigns tham gia trận Royal Rumble 2015 vào ngày 25 tháng 1, và anh thắng sau khi loại người trụ lại sau cuối Rusev, do đó, anh có trận tranh đai WWE Word Heavyweight Championship tại WrestleMania 31. Sau chiến thắng của mình, Reigns bị đám đông chế giễu rất nhiều, dù anh là face. Raw ngày 2 tháng 2, Reigns lần đầu tiên thua do bị pin trên dàn sao chính khi Big Show đánh bại anh nhờ sự can thiệp của Rollins. Reigns sau đó bảo vệ thành công đai của mình trước WrestleMania trước Daniel Bryan tại Fastlane. Tại WrestleMania 31, Rollins cash-in Money in the Bank của mình trong trận sự kiện chính giữa Reigns và Brock Lesnar, biến thành trận đấu ba người, và Reigns thua do bị Rollins pin.
Vào tháng 4, Reigns trở lại mối thù với Big Show, đỉnh điểm là vào ngày 26 tháng 4 trong trận Last Man Standing tại Extreme Rules, mà Reigns thắng. Tại Payback ngày 17 tháng 5, Reigns thất bại trong việc giành chức vô địch thế giới trước Seth Rollins trong trận bốn người, cũng bao gồm Orton và Ambrose. Tại Money in the Bank ngày 14 tháng 6, Reigns thi đấu trận Money in the Bank đầu tiên của anh, nhưng không giành chiến thắng do bị Bray Wyatt ngăn cản và tấn công. Tại Battleground ngày 17 tháng 7, Wyatt đánh bại Reigns sau khi có sự can thiệp của Luke Harper, người đã tấn công Reigns. Reigns tranh thủ sự giúp đỡ của Ambrose trong mối thù với The Wyatt Family đã được cải tổ lại, họ đánh bại Wyatt và Harper ngày 23 tháng 8 tại SummerSlam. Raw đêm hôm sau, Reigns và Ambrose bị Braun Strowman, người mới ra mắt và là thành viên The Wyatt Family tấn công. Tại Night of Champions ngày 20 tháng 9, Reigns và Ambrose hợp tác với Chris Jericho, nhưng đã thua trước Wyatt, Harper và Strowman. Mối thù giữa Reigns và Wyatt kết thúc tại Hell in a Cell vào ngày 25 tháng 10, nơi Reigns đánh bại Wyatt trong trận đấu cùng tên.

#### WWE World Heavyweight Champion (2015–2016)

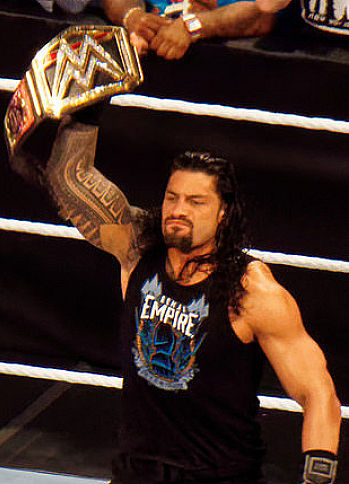
Reigns là nhà vô địch WWE World Heavyweight Championship vào tháng 4 năm 2016.

Raw ngày 26 tháng 10, Reigns đánh bại Alberto Del Rio, Dolph Ziggler, và Kevin Owens trong trận bốn người để trở thành ứng cử viên số một tranh đai WWE World Heavyweight Championship. Tuy nhiên, nhà vô địch Seth Rollins bị chấn thương đầu gối hợp pháp và bỏ danh hiệu vào ngày 5 tháng 11, dẫn đến giải đấu để tìm ra nhà vô địch mới. Reigns đánh bại Big Show ở vòng một, Cesaro ở vùng tứ kết, Alberto Del Rio ở vòng bán kết, và Dean Ambrose tại vòng chung kết tại Survivor Series ngày 22 tháng 11 để lần đầu tiên giành đai này. Ngay sau đó, Sheamus cash-in Money in the Bank của mình và đánh bại Reigns, chấm dứt 5 phút giữ đai của Reigns. Reigns thất bại trong trận tái đấu tranh đai với Sheamus tại TLC: Tables, Ladders & Chairs trong trận cùng tên do sự can thiệp của League of Nations (Alberto Del Rio và Rusev). Sau trận đấu, Reigns trở nên giận dữ và tấn công Triple H.
Raw đêm tiếp theo, Vince McMahon cho anh một trận tái đấu nữa, nhưng nếu thua anh sẽ phải giải nghệ. Anh đã thắng trận đấu dù có sự cản trở của McMahon, Del Rio và Rusev, để lần thứ hai giành đai WWE World Heavyweight Championship. Sau đó, McMahon yêu cầu Reigns phải bảo vệ đai trong trận Royal Rumble 2016. Reigns đã bị loại bởi Triple H, người thắng trận đấu, do đó để mất đai. Tại Fastlane vào ngày 22 tháng 2, Reigns đánh bại Dean Ambrose và Brock Lesnar trong trận ba người để có cơ hội tranh đai với Triple H tại WrestleMania 32 vào ngày 3 tháng 4, nơi anh đánh bại Triple H trong sự kiện chính để lần thứ ba giành đai này. Reigns sau đó thù AJ Styles, bảo toàn đai trước anh ta tại Payback, và tại Extreme Rules trong trận đấu cùng tên. Sau trận đấu thứ hai, Reigns bị Seth Rollins, người vừa trở lại, tấn công.
Tại Money in the Bank vào ngày 19 tháng 6, Rollins đánh bại Reigns để giành đai, đánh dấu trận thua theo đúng luật của anh kể từ khi lên dàn sao chính, chấm dứt 77 ngày anh giữ đai. Ngày 21 tháng 6, Anoa'i bị WWE đình chỉ 30 ngày vì vi phạm chương trình chăm sóc sức khỏe của WWE. Một số nguồn tin cho hay, đây là nguyên nhân khiến anh mất đai tại Money in the Bank.
Reigns được draft sang Raw vào ngày 19 tháng 7 tại WWE Draft 2016. Tại Battleground ngày 24 tháng 7, Reigns trở lại và đấu với Rollins và Ambrose để tranh đai WWE Championship vừa đổi tên, nhưng người thắng cuộc là Ambrose. Anh cũng thất bại trong trận tranh đai WWE United States Championship mới được công bố tại SummerSlam.

#### WWE Universal Champion (2016–2018)

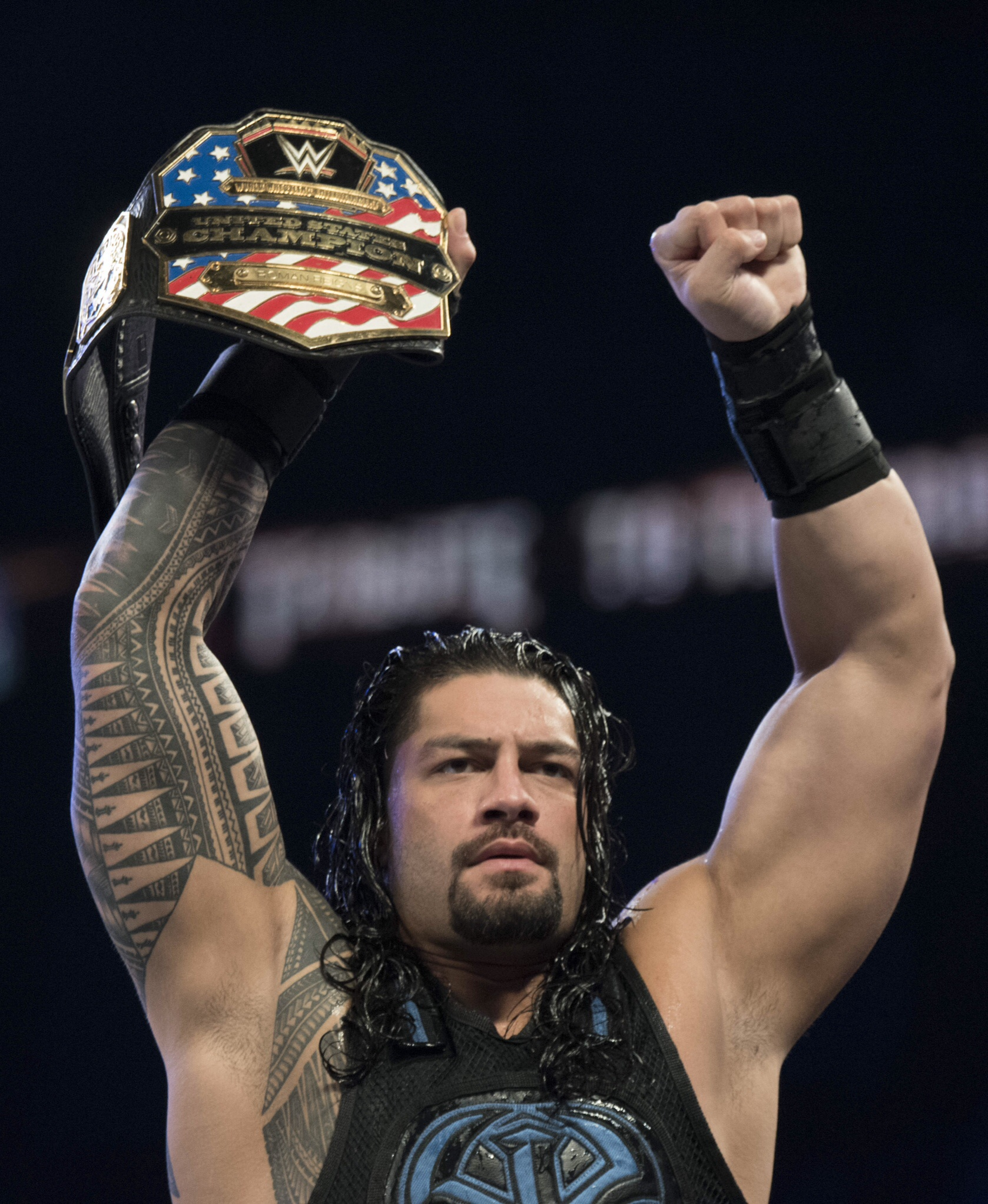
Reigns giành đai WWE United States Championship vào tháng 9 năm 2016.

Vào tháng 8, Reigns chuyển sang thù nhà vô địch United States Rusev, dẫn đến trận tranh đai giữa hai người tại SummerSlam vào ngày 21 tháng 8. Tuy nhiên trận đấu đã kết thúc không kết quả do Reigns và Rusev đã xảy ra ẩu đả trước trận đấu. Tại Clash of Champions vào tháng 9, Reigns đánh bại Rusev để giành đai United States, và Reigns cũng bảo toàn đai trong trận Hell in a Cell match tại sự kiện cùng tên vào ngày 30 tháng 10 để chấm dứt mối thù. Tại Survivor Series, Reigns là thành viên của Team Raw cùng Braun Strowman, Chris Jericho, Kevin Owens và Seth Rollins, nhưng đã thua trước Team SmackDown. Tại Roadblock: End of the Line, Reigns tranh đai Universal Championship với Owens, nhưng thua theo luật phạm quy do Jericho tấn công Owens. Rawngày 9 tháng 1 năm 2017, Reigns thua trước Jericho trong trận handicap match cũng bao gồm Owens, qua đó chấm dứt 106 ngày giữ đai của anh.

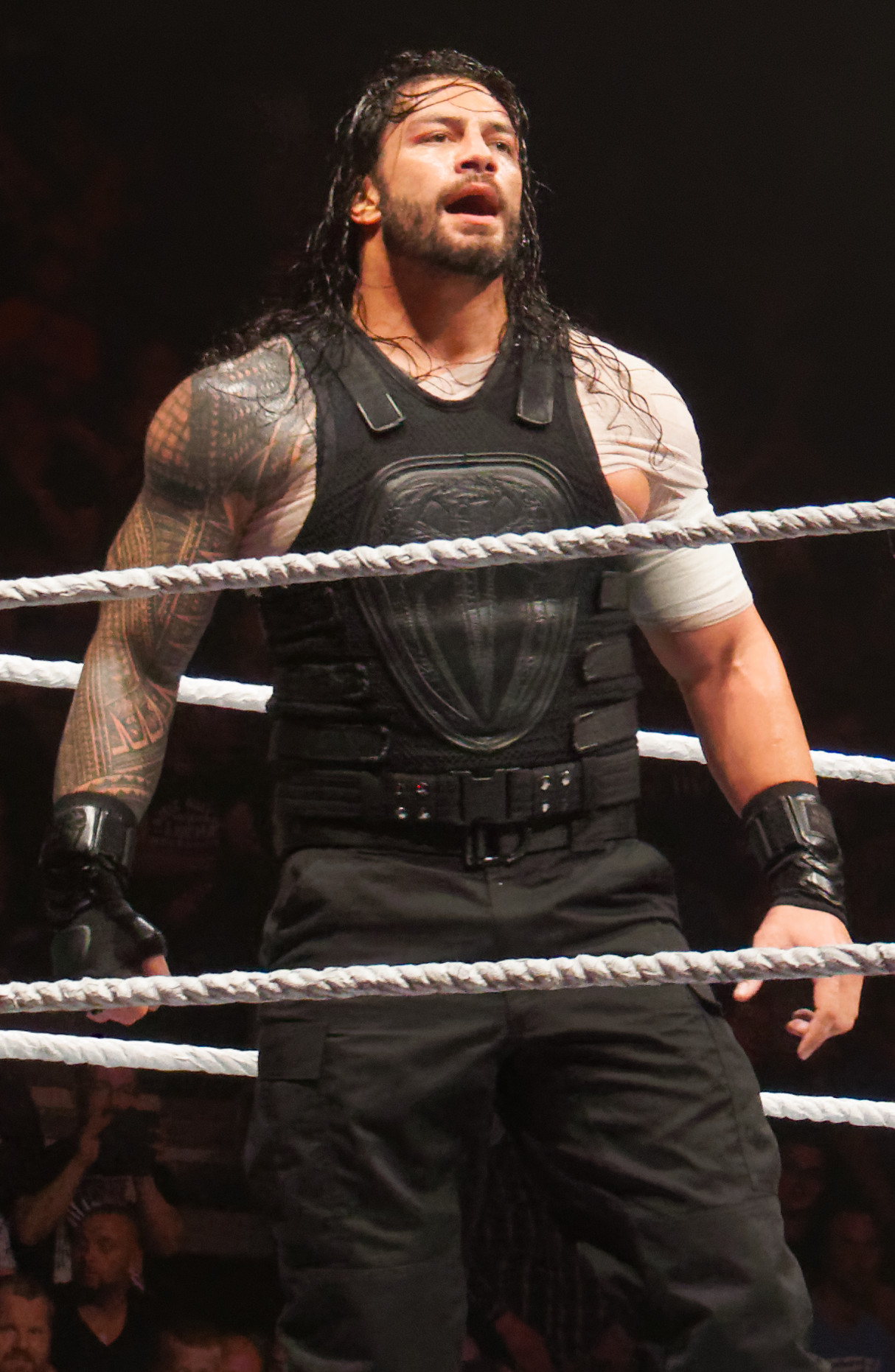
Reigns vào tháng 5 năm 2017.

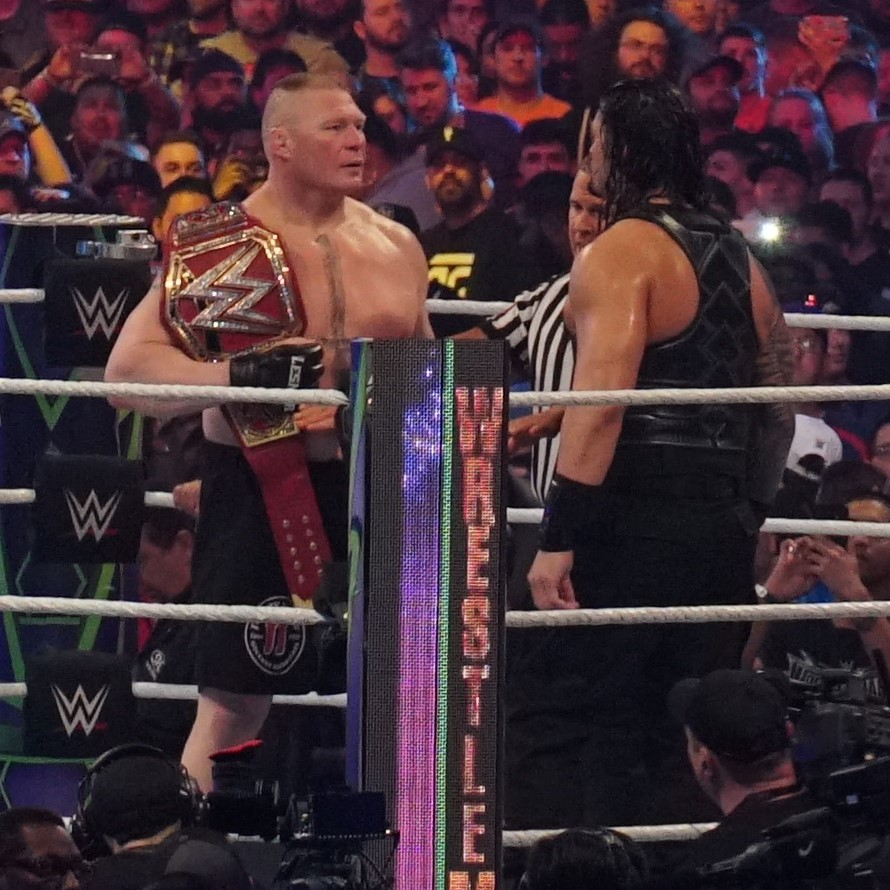
Reigns đối mặt với Brock Lesnar trước trận tranh đai Universal Championship tại WrestleMania 34.

Điều này dẫn đến trận đấu không luật phạm quy với Owens tại Royal Rumble, mà Jericho sẽ bị nhốt trong lồng và bị treo trên cao , mà Reigns thua do sự can thiệp của Braun Strowman. Sau đó trong cùng sự kiện, Reigns tham gia trận Royal Rumble ở số 30, loại Bray Wyatt, Chris Jericho và The Undertaker trước khi bị người trụ lại cuối cùng Randy Orton loại. Tại Fastlane ngày 5 tháng 3, Reigns đánh bại Strowman, đánh dấu trận thua đầu tiên của Strowman do pinfall kể từ khi lên dàn sao chính. Đêm tiếp theo trong Raw, Reigns bị chokeslam bởi The Undertaker sau khi cả hai cùng tấn công Strowman. Điều này dẫn đến trận No Hold Barreds giữa Reigns và Undertaker tại WrestleMania 33 vào ngày 2 tháng 4, mà Reigns thắng, đánh dấu lần thứ ba Reigns tham gia sự kiện chính của WrestleMania. Reigns sau đó trở lại mối thù với Strowman, sau khi Strowman làm chấn thương vai của Reigns hợp pháp. Một trận tái đấu giữa hai người diễn ra tại Payback vào ngày 30 tháng 4 , mà Reigns thua.
Mối thù giữa cả hai kết thúc khi Strowman bị chấn thương khuỷu tay hợp pháp.  Reigns tham gia trận fatal five-way tại Extreme Rules vào tháng 6 với Bray Wyatt, Finn Bálor, Samoa Joe và Seth Rollins, người thắng trận đấu sẽ trở thành ứng cử viên số một tranh đai Universal Championship, mà người chiến thắng là Joe. Rawngày 19 tháng 6, Reigns bị Strowman vừa trở lại, tấn công, người thách đấu Reigns trong trận xe cứu thương tại Great Balls of Fire, mà Reigns thua. Tại SummerSlam ngày 20 tháng 8, Reigns đã bị Brock Lesnar pin trong trận đấu tranh đai Universal Championship, cũng bao gồm Strowman và Joe. Sau đó Reigns bắt đầu thù John Cena, đỉnh điểm là tại No Mercy, nơi Reigns thắng. Reigns sau đó cho rằng chiến thắng trước Cena là chiến thắng lớn nhất trong sự nghiệp của anh. Vào tháng 10, do mâu thuẫn với The Miz, The Miztourage (Bo Dallas và Curtis Axel), và Cesaro và Sheamus, Reigns, Ambrose và Rollins quyết định tái hợp The Shield để chống lại đối thủ nói trên. Tại TLC: Tables, Ladders & Chairs vào ngày 22 tháng 10, Reigns hợp tác cùng Ambrose và Rollins, nhưng anh được thay thế bởi Kurt Angle vì lý do chấn thương.
Reigns trở lại Raw ngày 13 tháng 11, thách đấu New Day (Big E, Kofi Kingston và Xavier Woods) trong trận six-man tag team tại Survivor Series, nơi The Shield thắng. Raw đêm hôm sau, Reigns đánh bại The Miz để giành đai WWE Intercontinental Championship, đồng thời trở thành nhà vô địch Triple Crown thứ 28 và nhà vô địch Grand Slam thứ 17, là thành viên thứ hai của The Shield, người đầu tiên là Ambrose, giành được Grand Slam. Reigns bảo toàn đai trước Elias, Jason Jordan, Cesaro và Samoa Joe trước khi mất đai cho The Miz tại Lễ kỷ niệm 25 năm Raw vào ngày 22 tháng 1 năm 2018, kết thúc 63 ngày giữ đai của anh.
Reigns tham gia trận Royal Rumble 2018, xuất phát ở vị trí cuối cùng nhưng bị loại bởi người trụ lại cuối cùng Shinsuke Nakamura. Reigns đánh bại Bray Wyatt trong Raw ngày 5 tháng 2 để có thể tham dự Extreme Rules, trận đấu mà anh đã thắng để giành quyền đối đầu với Lesnar tranh đai Universal Championship tại WrestleMania 34. Reigns đã thất bại trong sự kiện này. Anh có trận tái đấu tranh đai tại Great Royal Rumble trong trận lồng thép, mà Reigns đã thua trong gang tấc khi spears Lesnar xuyên sập lồng.
Reigns sau đó thù Bobby Lashley, vì cả hai đều tin rằng họ xứng đáng tranh đai với Lesnar hơn người kia. Điều này dẫn đến một trận đấu giữa hai người tại Extreme Rules, nơi Lashley thắng. Raw đêm hôm sau, hai trận đấu ba người diễn ra để tìm ra ứng cử viên số một tranh đai với Lesnar tại SummerSlam, mà cả Reigns và Lashley đều thắng trong các trận đấu của họ. Một trận đấu giữa hai người diễn ra vào tuần sau, Reigns thắng. Tại SummerSlam, Reigns đánh bại Lesnar để lần đầu tiên giành đai Universal Championship. Reigns sau đó trở lại mối thù với Braun  Strowman, người đang giữ vali Money in the Bank. Strowman cũng hợp tác với Dolph Ziggler và Drew McIntyre để thách thức The Shield. Reigns gặp Strowman tại Hell in a Cell trong trận đấu cùng tên, nhưng kết thúc không kết quả khi Brock Lesnar trở lại và tấn công cả hai. Tại Super Show-Down ngày 6 tháng 10, The Shield đánh bại Strowman, Ziggler và McIntyre trong trận six-man tag team trước khi thua họ trong trận tái đấu tại Raw hai tuần sau.
Một trận Triple Threat giữa Reigns, Strowman và Lesnar dự kiến diễn ra tại Crown Jewel, nhưng trong Raw ngày 22 tháng 10, Reigns từ bỏ đai và tạm ngưng thi đấu, nguyên nhân do bệnh bạch cầu của anh sau 11 năm tái phát trở lại. Sau thông báo này, Reigns sẽ nghỉ thi đấu vô thời hạn để chữa bệnh. Reigns được chuẩn đoán bị bệnh này lần đầu tiên vào tháng 5 năm 2007 khi anh ký hợp đồng với Minnesota Vikings, và hai năm sau bệnh có phần thuyên giảm.

#### Trở lại sau căn bệnh bạch cầu (2019–2020)

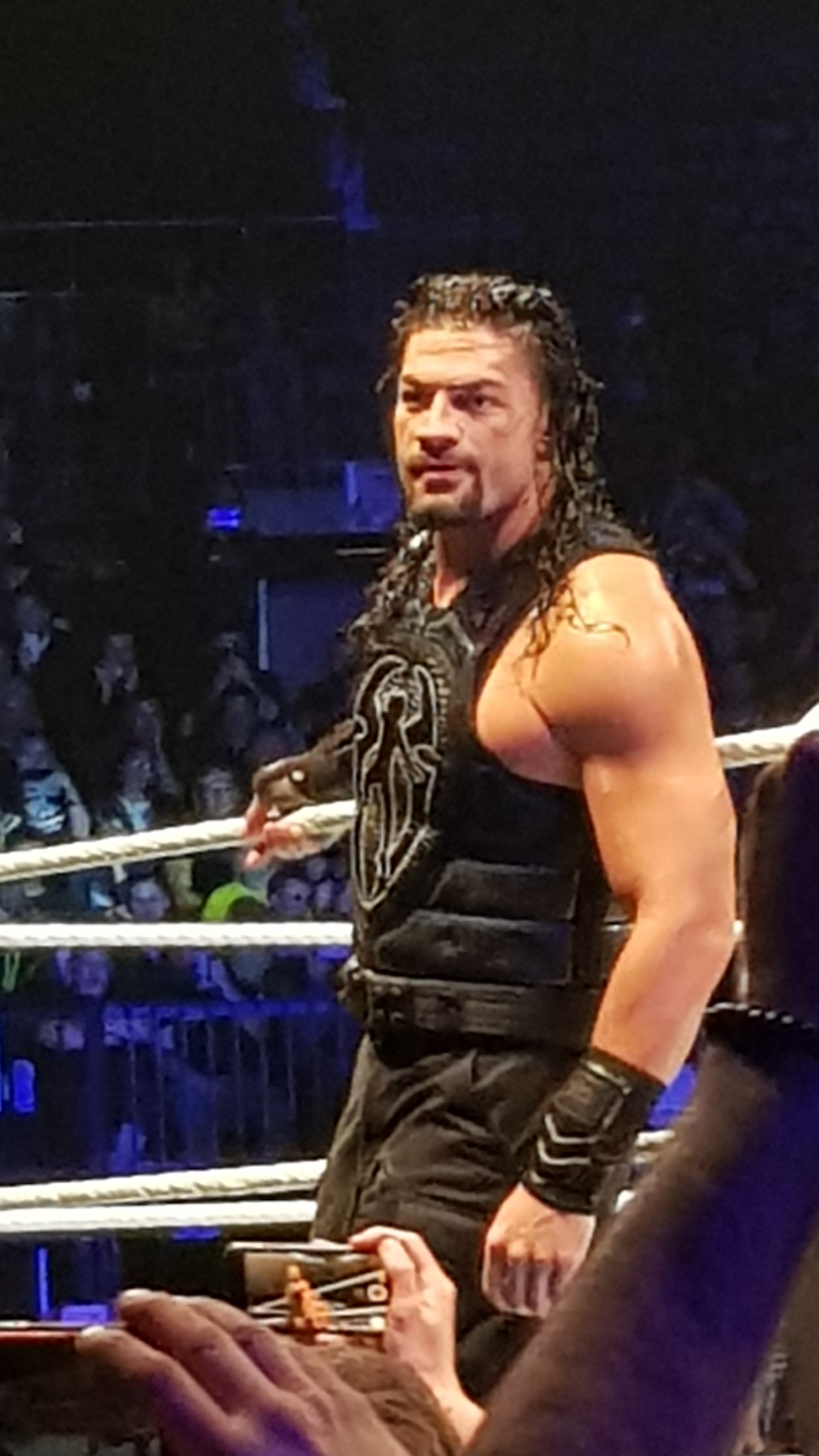
Reigns tháng 5 năm 2019.

Reigns trở lạiRaw ngày 25 tháng 2 năm 2019, cho biết một lần nữa bệnh bạch cầu của anh đã thuyên giảm trước sự hoan nghênh nhiệt liệt từ đám đông. Cùng đêm đó, Reigns và Rollins xuất hiện để cứu Ambrose thoát khỏi sự tấn công của Drew McIntyre, Bobby Lashley, Elias, và Baron Corbin. Trong Raw tuần sau, Ambrose giải cứu cho Reigns và Rollins trước sự tấn công của bốn người bọn họ, trước khi bộ ba thực hiện tư thế đặc trưng của nhóm, chính thức tái hợp The Shield. The Shield đánh bại đội của McIntyre, Lashley và Corbin tại Fastlane. Raw ngày 25 tháng 3, Reigns chấp nhận lời thách đấu của McIntyre một trận đấu tại WrestleMania 35, nơi Reigns đánh bại McIntyre.
Reigns được draft sang SmackDown tại WWE Superstar Shake-up 2019. Trong SmackDown ngày 16 tháng 4, Reigns tấn công Elias và Vince McMahon. Reigns đấu với Elias tại Money in the Bank, mà Reigns thắng. Raw ngày 20 tháng 5, Reigns cũng xuất hiện thông qua wild card rule, bị chen ngang bởi Shane McMahon, người thù Reigns vì cuộc tấn công tuần trước vào cha mình. Tại Super ShowDown vào tháng 6, Reigns thua trước Shane do sự can thiệp của McIntyre. Ba tuần sau, Reigns đánh bại McIntyre tại Stomping Grounds, dù vẫn có sự can thiệp của McIntyre. Đêm hôm sau trong Raw, The Undertaker cứu Reigns khỏi cuộc tấn công từ Shane và McIntyre. Reigns và Undertaker hợp tác để đánh bại Shane và McIntyre trong trận tag team No Holds Barred tại Extreme Rules vào ngày 14 tháng 7.
SmackDown ngày 30 tháng 7, một tên không xác định đẩy thiết bị chiếu sáng sập lên Reigns. Tuần sau, Reigns lại kẻ tấn công nhắm tới, rõ ràng là anh trở thành nạn nhân của một cuộc tấn công và bỏ chạy. Sau khi loại Samoa Joe và Buddy Murphy khỏi danh sách nghi phạm, Reigns bắt đầu điều tra Daniel Bryan và Erick Rowan, do lời khai của Murphy và đoạn video dường như cáo buộc Rowan là hung thủ đằng sau vụ này. Nhưng Bryan chỉ cho rằng kẻ tấn công có khuân mặt giống Rowan. Reigns sau đó phát hiện một đoạn quay camera ghi lại cảnh Rowan đẩy thiết bị đó. Rowan thừa nhận kẻ đó chính là mình, thừa nhận rằng chính anh đã đẩy thiết bị ánh sáng, cũng như là người tông xe vào Reigns và bỏ chạy. Điều này khiến Bryan và Rowan dần ngờ vực nhau vì lời nói dối của Rowan, và một trận đấu không luật phạm quy giữa Reigns và Rowan diễn ra tại Clash of Champions, nơi Rowan do sự can thiệp từ Luke Harper vừa trở lại. Reigns đánh bại Rowan trong trận lumberjack tại 20th Anniversary of SmackDown và hợp tác với Bryan để đánh bại Rowan và Harper tại Hell in a Cell vào ngày 6 tháng 10 trong trận tornado tag team, qua đó chấm dứt mối thù. Tại Crown Jewel một tháng sau, Reigns là thành viên Team Hogan (cùng Rusev, Ricochet, Shorty G và Ali) đánh bại Team Flair (Randy Orton, King Corbin, Bobby Lashley, Shinsuke Nakamura và Drew McIntyre).
Vào tháng 11, Reigns bắt đầu mối thù với King Corbin và đồng minh của anh ta là Dolph Ziggler và Robert Roode. Reigns trở thành đội trưởng Team SmackDown tại Survivor Series, nơi anh và bốn đồng đội mình đánh bại Team Raw và Team NXT trong trận 5-on-5-on-5 tag team elimination. Trong trận đấu, Corbin khiến Mustafa Ali bị loại. Reigns phản ứng khi khinh miệt Corbin và để mặc cho anh ta bị loại. Điều này dẫn đến trận đấu TLC: Tables, Ladders & Chairs tại sự kiện cùng tên, nơi Reigns đã thua do Ziggler và The Revival (Scott Dawson và Dash Wilder) can thiệp. Tại Royal Rumble vào ngày 26 tháng 1 năm 2020, Reigns đánh bại Corbin trong trận falls count anywhere, sau khi có sự giúp đỡ từ The Usos. Trong cùng đêm đó, Reigns tham gia trận Royal Rumble, xuất phát ở vị trí cuối cùng nhưng bị loại bởi người trụ lại cuối cùng Drew McIntyre. Tại Super ShowDown vào tháng sau, Reigns đánh bại Corbin trong trận lồng thép, qua đó khép lại mối thù giữa họ.
SmackDown đêm hôm sau, Reigns thách đấu Goldberg tranh đai Universal Championship, dẫn đến một trận đấu giữa hai người tại WrestleMania 36. Tuy nhiên, vào ngày 3 tháng 4, có thông tin rằng Braun Strowman sẽ thay thế Reigns tại sự kiện, khi Reigns quyết định tạm ngưng thi đấu trong bối cảnh đại dịch COVID-19 và bệnh bạch cầu của anh lại tái phát một lần nữa.

#### The Tribal Chief (2020–nay)
Reigns trở lại SummerSlam vào ngày 23 tháng 8, tấn công nhà vô địch Universal Championship mới Bray Wyatt và Braun Strowman trong trận đấu tranh đai giữa họ. SmackDown tiếp theo, Reigns hợp tác với người quản lý mới của mình Paul Heyman, trở thành phản diện lần đầu tiên kể từ năm 2014. Tại Payback, Reigns đánh bại Bray Wyatt và Strowman để lần thứ hai giành đai Universal Championship.
Reigns sau đó bắt đầu thù với em họ ngoài đời thực Jey Uso. Trong lần bảo vệ đai đầu tiên tại Clash of Champions, Reigns hạ gục Jey bằng technical knockout, đồng thời vẫn giữ đai, khiến Jimmy Uso phải lên can thiệp. Sau đó, Reigns cho phép Jey tái đấu tại Hell in a Cell, với quy định bổ sung là trận "I Quit". Trong lần bảo vệ đai thứ hai tại Friday Night SmackDown Season 2 Premiere, Reigns đánh bại Strowman bằng đòn khoá để bảo toàn đai. Tại Hell in a Cell vào ngày 25 tháng 10, Reigns buộc Jey phải nói "I Quit" khi anh tấn công Jimmy Uso khiến anh ta bị thương, do đó vẫn giữ đai. Do thua cuộc, Jey buộc phải nghe theo mọi mệnh lệnh của Reigns và gọi anh là "The Tribal Chief".
Tại Survior Series vào ngày 22 tháng 11, Reigns đánh bại Nhà vô địch WWE từ Raw Drew McIntyre trong trận Champion vs. Champion. Reigns bắt đầu thù Kevin Owens khi anh nhận thấy Owens không tôn trọng gia tộc anh. Reigns bảo vệ đai thành công trước Owens tại TLC: Tables, Ladders & Chairs vào ngày 20 tháng 12 cũng như trong trận Last Man Standing tại Royal Rumble vào ngày 31 tháng 1 năm 2021. Reigns vẫn giữ đai trước Daniel Bryan tại Elimination Chamber và tại Fastlane. Lúc này, Reigns cũng thù Edge, người thắng trận Royal Rumble. Trong sự kiện chính Đêm 2 WrestleMania 37 vào ngày 11 tháng 4, Reigns đánh bại Bryan và Edge trong trận Triple Threat để bảo toàn đai nhờ sự hỗ trợ từ Jey. Trong SmackDown ngày 30 tháng 4, Reigns đánh bại Bryan trong trận champion vs. career, dẫn đến việc Bryan bị đuổi khỏi SmackDown.

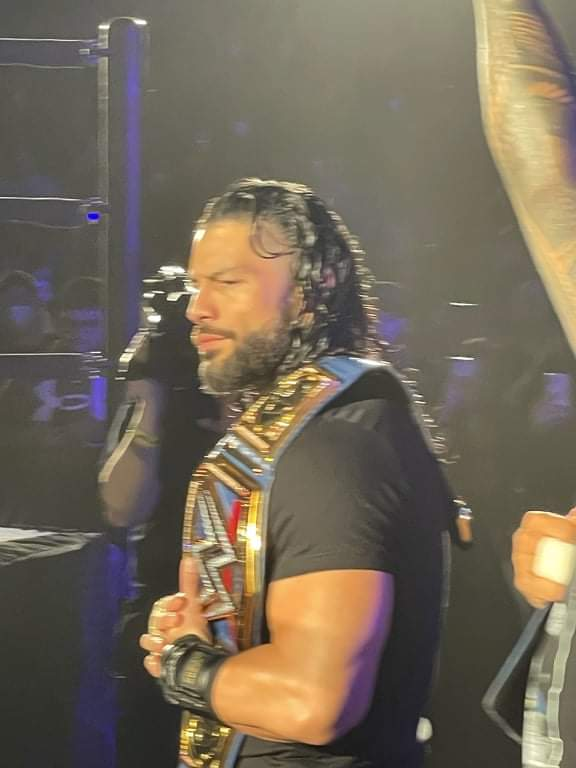
Kể từ khi quay trở lại vào tháng 8 năm 2020, Reigns vô địch đai Universal Championship, trở thành đương kim vô địch lâu nhất trong lịch sử đai này.

Đối thủ tiếp theo của Reigns là Cesaro, người mà Reigns đánh bại tại WrestleMania Backlash vào ngày 16 tháng 5. Reigns bắt đầu thù Rey Mysterio khi anh hành hạ tàn bạo con trai Rey, Dominik. Cả hai gặp nhau trong trận tranh đai Hell in a Cell tại SmackDown ngày 18 tháng 6, nơi Reigns tiếp tục chiến thắng. Trong SmackDown ngày 25 tháng 6, khi đang kể về chiến thắng của mình trước Mysterio, Reigns bị Edge — người vừa trở lại, tấn công. Điều này dẫn đến trận đấu giữa hai người tại Money in the Bank, nơi Reigns vẫn bảo toàn đai nhờ sự can thiệp từ Seth Rollins. Sau trận đấu, John Cena bất ngờ trở lại cắt ngang màn ăn mừng chiến thắng của anh. Những tuần tiếp theo, Cena thách đấu Reigns một trận tranh đai tại SummerSlam; và dù ban đầu anh từ chối thi đấu với Cena, nhưng sau đó một trận đấu chính thức giữa hai người vẫn diễn ra tại sự kiện này. Tại sự kiện này, anh đánh bại Cena.
Nhưng ngay sau trận đấu, Brock Lesnar bất ngờ trở lại chen ngang khi anh đang mừng chiến thắng. Tại Extreme Rules diễn ra vào tháng 9 năm 2021, Reigns đánh bại Finn Bálor và vẫn tiếp tục giữ đai. Vào ngày 21 tháng 10, tại Crown Jewel, Reigns vẫn bảo toàn  đai khi đánh bại Brock Lesnar, một lần nữa nhờ sự trợ giúp từ The Usos. Vào ngày 8 tháng 11, có nguồn tin cho biết Reigns sẽ chạm trán với nhà vô địch WWE Big E tại Survivor Series. Tại sự kiện này, Reigns tiếp tục giành chiến thắng. Trong SmackDown ngày 17 tháng 12, Reigns sa thải Cố vấn cấp cao của mình là Heyman do lo ngại Heyman thông đồng với khách hàng cũ của ông là Lesnar chống lại anh. Reigns dự kiến sẽ tái đấu với Lesnar tranh đai Universal Champion tại sự kiện Day 1 tổ chức ngày 1 tháng 1 năm 2022; nhưng trận đấu đã bị hủy do Reigns xét nghiệm dương tính với COVID-19.
Vào ngày 16 tháng 1, Reigns đã vượt qua kỷ lục 503 ngày giữ đai của Lesnar để trở thành nhà vô địch Universal trị vì lâu nhất trong lịch sử, cũng đồng thời là lâu thứ sáu trong lịch sử công ty. Vào ngày 29 tháng 1, tại sự kiện Royal Rumble, Reigns thi đấu với Seth Rollins trong trận tranh đai vô địch, và thua trận đấu theo luật phạm quy; tuy nhiên, cũng theo luật phạm quy thì chức vô địch không thể đổi chủ khi bị truất quyền thi đấu, nghĩa là Reigns vẫn tiếp tục giữ đai. Trong cùng đêm đó, anh cũng can thiệp vào trận tranh đai WWE Championship giữa Lesnar và Bobby Lashley, quay trở lại hợp tác với Heyman tấn công Lesnar để Lashley giành được chức vô địch. Trong SmackDown ngày 4 tháng 2, Goldberg bất ngờ trở lại và thách đấu Reigns một trận đấu tranh đai tại Elimination Chamber; đáng ra trận này phải diễn ra 2 năm trước tại WrestleMania 36 nhưng đã bị hủy vì Reigns tạm ngưng thi đấu. Tại sự kiện này, Reigns đánh bại Goldberg bằng technical submission để bảo toàn đai. Tại WrestleMania 38, anh đánh bại Brock Lesnar để lần thứ tư vô địch đai WWE Championship và cũng trở thành đô vật đầu tiên trong lịch sử từng giữ đồng thời cả hai đai WWE Championship lẫn WWE Universal Championship.

## Cuộc sống cá nhân
Anoaʻi kết hôn với Galina Joelle Becker vào đầu tháng 12 năm 2014. Cặp đôi gặp nhau lần đầu vào năm 2006, khi đó cả hai đều cùng học tại Học viện Công nghệ Georgia. Họ cư trú tại Tampa, Florida. Anh có một cô con gái tên Joelle (sinh 2008), đã xuất hiện trong một thông báo dịch vụ công cộng vào tháng 6 năm 2014. Vợ anh sinh hạ hai bé trai vào năm 2016, và một cặp song sinh nữa vào năm 2020.
Anh là người Công giáo La Mã và sử dụng dấu thánh giá mỗi khi vào võ đài. Anoaʻi coi Bret Hart là thần tượng đấu vật của mình.
Vào ngày 30 tháng 12 năm 2015 tại một house show của WWE, Anoaʻi bị gẫy mũi trong trận đấu với Sheamus. Anh đã phải trải qua cuộc phẫu thuật mũi hai tháng sau chấn thương, điều này đã làm thay đổi diện mạo mũi của anh.

## Trong đấu vật

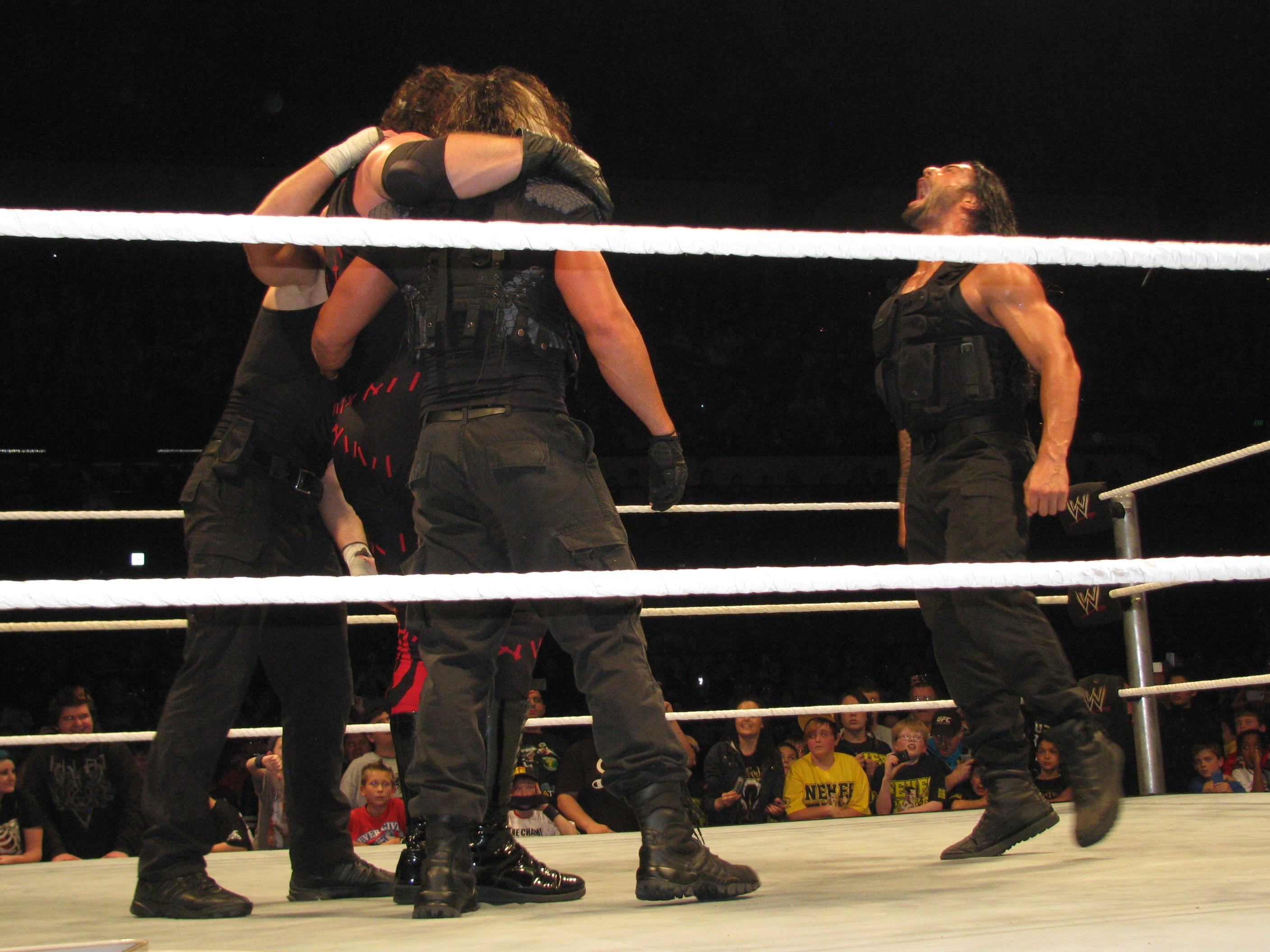
The Shield biểu diễn tuyệt chiêu cuối của họ, triple powerbomb với Kane

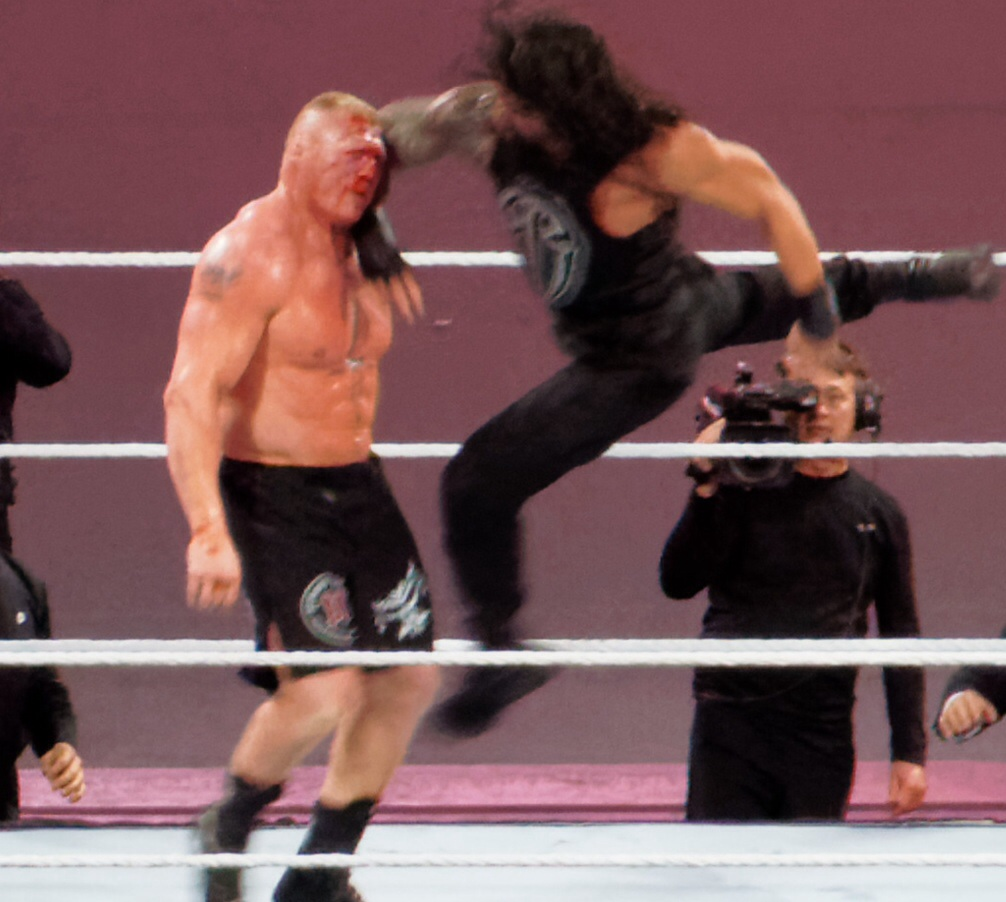
Reigns tung Superman punch vào Brock Lesnar

- Chiêu kết thúc
  - Là Roman Reigns
    - Moment of Silence[79] (NXT) Back suplex side slam[80][81][82][83] (WWE); sử dụng như chiêu đã đăng ký tại WWE
    - Spear[84][85][86]

  - Là Leakee
    - Checkmate (Spinning bulldog)[87][88][89]
- Chiêu đã đăng ký

  - Drive-By (Running front dropkick from the floor to the head of an opponent draped over the bottom rope)[82][84][85]
  - Exploder suplex
  - Headbutt
  - Leaping clothesline[84]
  - Multiple corner clotheslines[90][91][92][93]
  - Samoan drop[84]
  - Sitout powerbomb
  - Superman punch, với một cú đấm; đôi lúc kèm vũ khí [82][84][94][95]
  - Tilt-a-whirl slam[96][97][98][99]
  - Throat thrust
- Biệt danh
  - "First Class"[100]
  - "The Juggernaut"[101][102]
  - "The Powerhouse"[103]
  - "The Big Dog"[104]
  - "The Tribal Chief"
  - "Head of the Table"
  - "The Muscle/Enforcer (of The Shield)[105][106]
  - "The Thoroughbred"[107]
  - "The Guy"
- Nhạc nền
  - "Special Op" bởi Jim Johnston[108] (sử dụng khi là thành viên The Shield)
  - "The Truth Reigns" bởi Jim Johnston[109] (16 tháng 6 năm 2014–30 tháng 4 năm 2021)
  - "Head of the Table" (30 tháng 4 năm 2021–nay)

## Các chức vô địch và danh hiệu

### National Collegiate Athletic Association
- NCAA
  - First-team-All-ACC (2006)

### Đấu vật chuyên nghiệp
- Florida Championship Wrestling

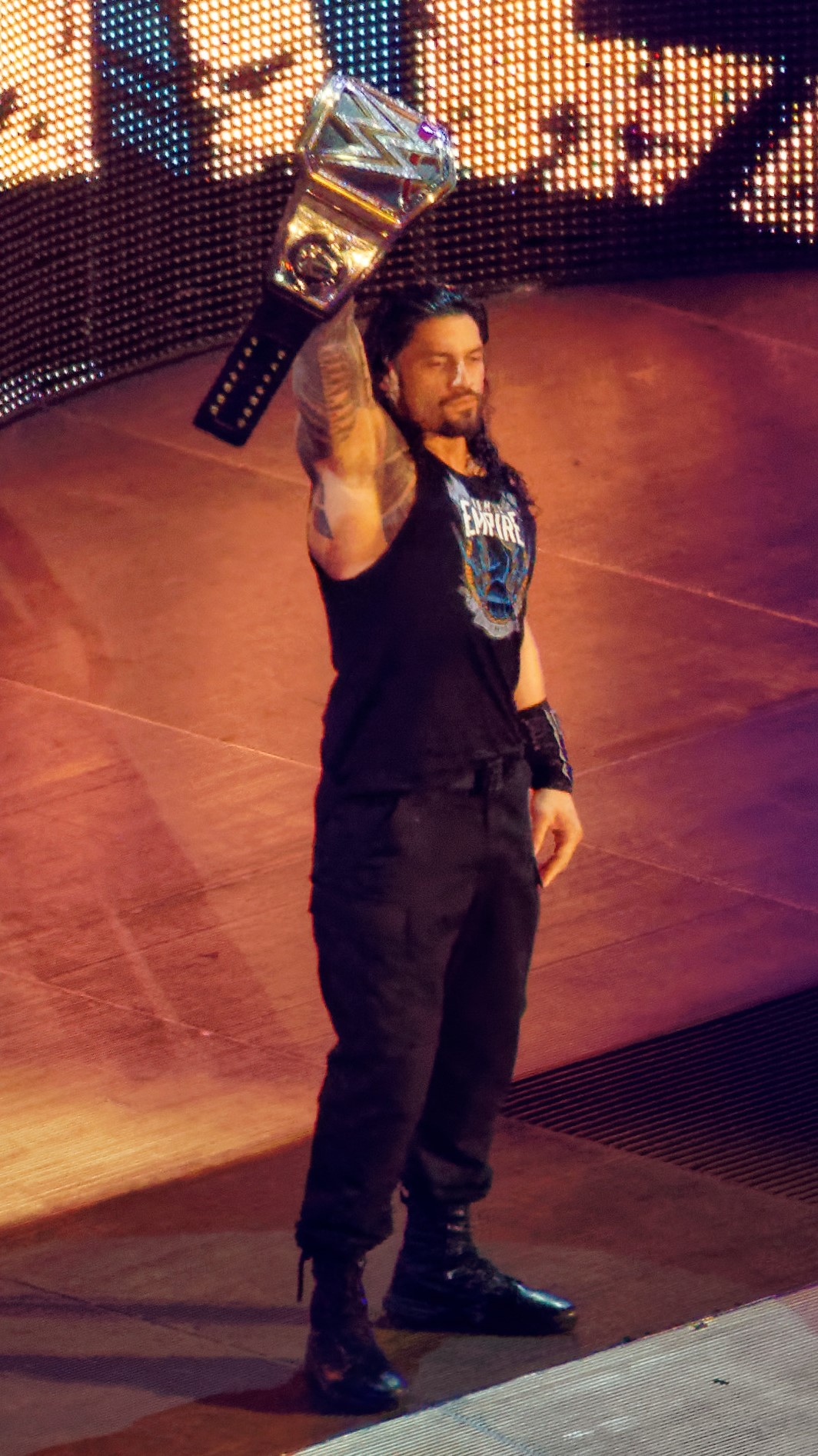
Reigns đã bốn lần giành đai WWE Championship...

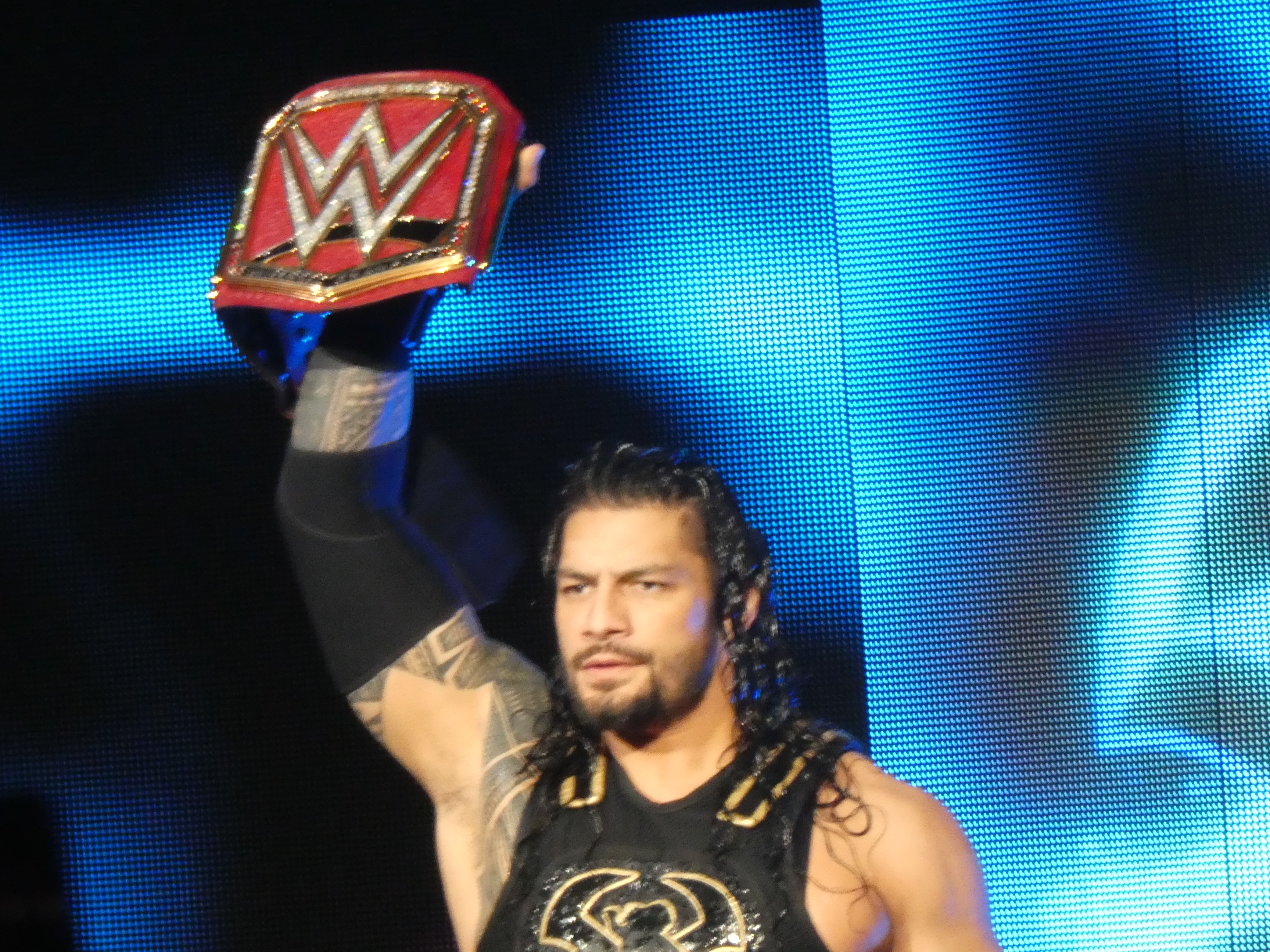
...và hai lần giành WWE Universal Championship khiến anh sáu lần vô địch thế giới...

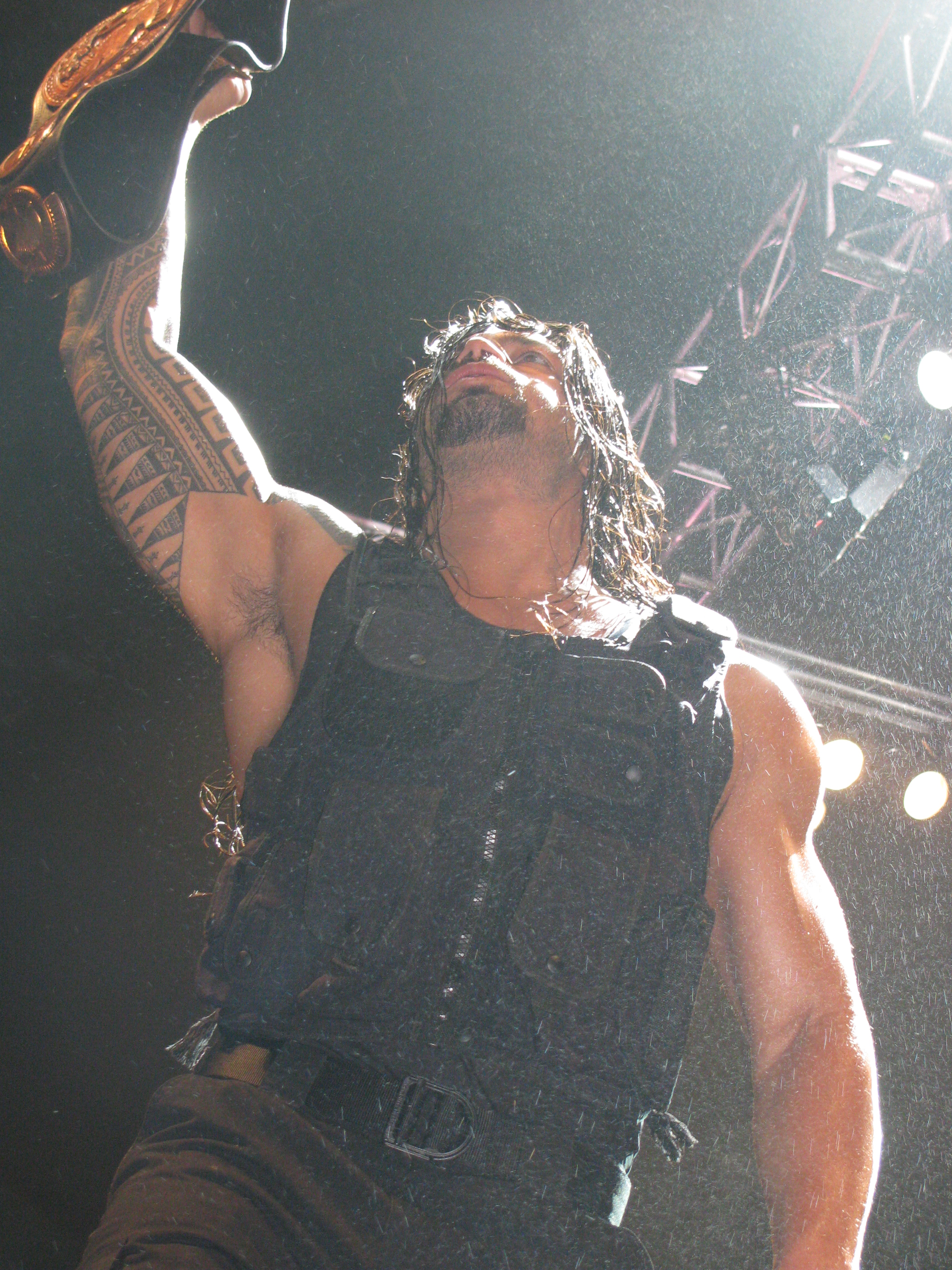
...một lần giữ WWE Tag Team Champions năm 2013 cùng thành viên The Shield Seth Rollins...

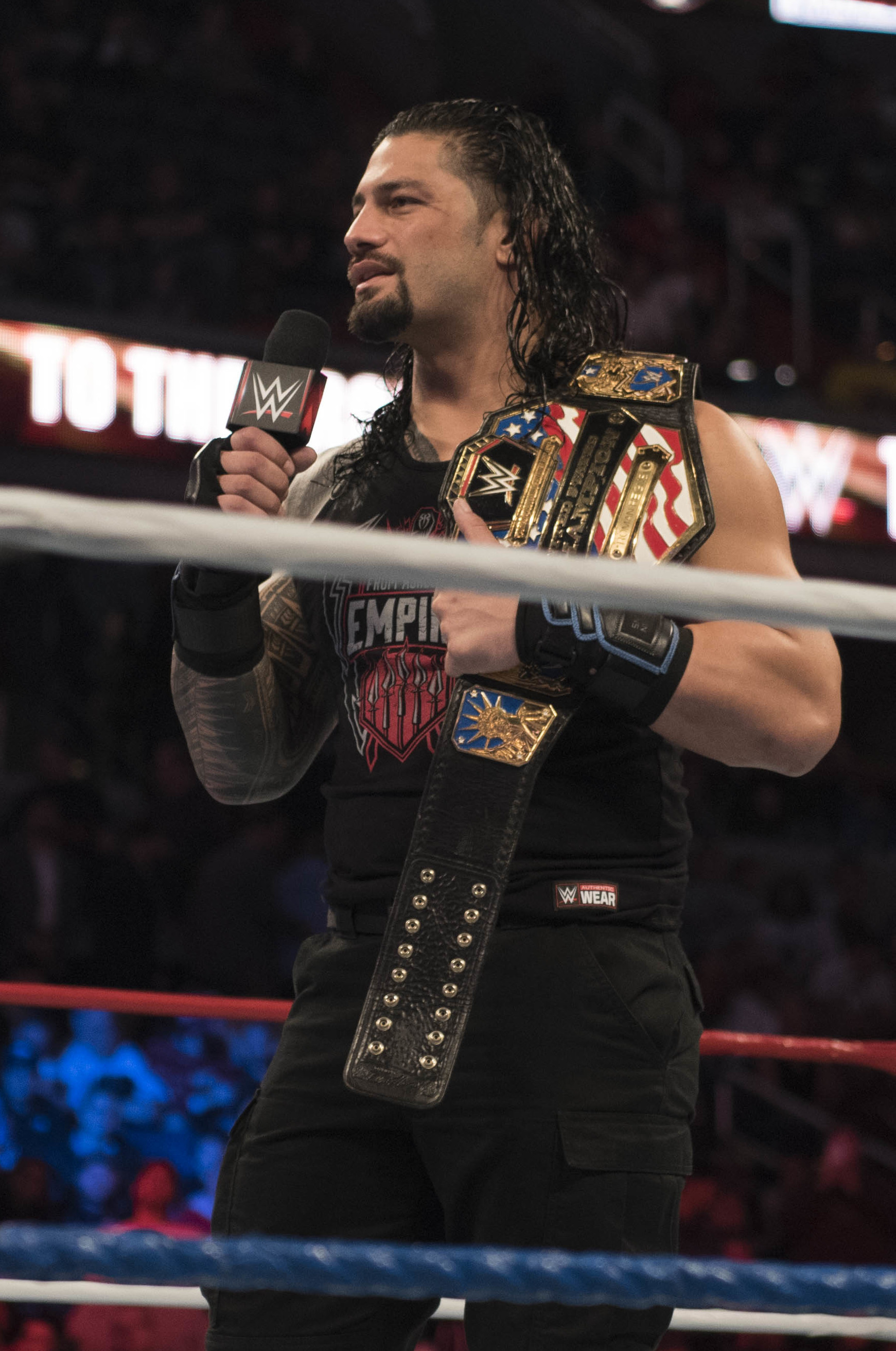
...và một lần WWE United States Championship

  - FCW Florida Tag Team Championship (1 lần) – với Mike Dalton
- Pro Wrestling Illustrated
  - Tag Team of the Year (2013) với Seth Rollins
  - Đứng thứ 1 trong top 500 các đô vật tại PWI 500 năm 2016
- Wrestling Observer Newsletter
  - Most Improved (2013)
  - Tag Team of the Year (2013) với Seth Rollins
- WWE
  - WWE Universal Championship (2 lần, hiện tại)
  - WWE World Heavyweight Championship (4 lần, hiện tại)
  - WWE United States Championship (1 lần)
  - WWE Tag Team Championship (1 lần) – với Seth Rollins
  - WWE Intercontinental Championship (1 lần)
  - Royal Rumble (2015)
  - Slammy Awards (6 lần)
    - Breakout Star of the Year (2013) với Dean Ambrose và Seth Rollins tại The Shield
    - Faction of the Year (2013, 2014) với Dean Ambrose và Seth Rollins tại The Shield
    - Superstar of the Year (2014)
    - Trending Now (Hashtag) of the Year (2013) – #BelieveInTheShield với Dean Ambrose và Seth Rollins tại The Shield
    - "What a Maneuver" of the Year (2013) – Spear